# Martti Similä
Martti Iisakki Similä, född 9 april 1898 i Uleåborg, död 9 januari 1958 i Lahtis, var en finländsk pianist, orkesterledare, kompositör, teaterregissör, sångare och skådespelare. Han var bror till musikern Aapo Similä.

## Biografi
Similä var son till hemmansägaren Nikolaus Similä och Edla Karolina Engelberg. I familjen föddes sex barn, inklusive byggmästare Yrjö Similä och sångaren Aapo Similä. Samtliga familjemedlemmar var musikaliskt lagda, utövade flera instrument och var utrustade med goda sångröster. Den unge Similä hängav sig åt idrotten och nådde därigenom framgång i hemtrakten. När inbördeskriget utbröt 1918 stred han för de vita, och tjänstgjorde sedan i både vinterkriget och fortsättningskriget. Hans slutliga rank var undersergeant. Han var gift tre gånger; 1920–1933 med Anja Kyllikki Suonio, dotter till Evert och Kirsti Suonio, 1936–1943 med Katri Maria Lipponen och sedan 1943 med Judit Saome Haikala. Han hade sammanlagt tre barn.
Efter studentexamen från Uleåborgs lyceum 1918 studerade han 1919–1922 vid Helsingfors musikinstitut och gjorde därpå studieresor till Paris, Berlin, Wien, London och Nederländerna. Sin första högre musikaliska anställning var som kapellmästare vid Uleåborgs arbetarteater 1914. Han debuterade som pianist i Helsingfors 1923 och företog därefter en konsertresa till USA:s västkust. Under sin långa karriär gjorde han flera gästspel utomlands, bland annat i Nederländerna och Tyskland. 1955 konserterade han som kapellmästare i Shanghai.
1925 blev Similä kapellmästare vid Björneborgs stadsteater och var 1927–1944 kapellmästare vid Finlands nationalopera. Robert Kajanus vid Helsingfors stadsorkester inbjöd Similä att dirigera egna folksymfonikonserter. Sin första symfonikonsert dirigerade han i Viborg 1937. Mellan 1944 och 1950 var han dirigent för Helsingfors stadsorkester och var sedan 1951 dirigent för Lahtis stadsorkester.
På 1920-talet debuterade Similä på allvar som kompositör och bland hans första verk märks tonsättningar av Erkki Kivijärvis operett Uusi Eeva ja vanha Aatami och Lauri Haarlas skådespel Hanuumanin tytär. Emellertid hade han redan under inbördeskriget komponerat Uleåborgs skyddskårs hedersmarsch, vars text skrevs av Toivo Kaitera. Under krigsåren komponerade han och brodern Aapo flera marschsånger, och dessa textsattes av Heikki Asunta och utgavs 1942. Mellan 1937 och 1942 var Similä chefskompositör vid Suomen Filmiteollisuus och komponerade musik till sammanlagt 35 filmer. Karriären avslutades 1957, då Similä medverkade vid en minneskonsert för Jean Sibelius på Carnegie Hall i New York med Jussi Björling som solist och New York Philharmonic ackompanjerade.
Till sin personlighet var Similä humoristisk och skämtsam. Han var en stor beundrare av vännen Jean Sibelius och dennes symfonier. Som dirigent var han musikaliskt passionerad, men saknade intresse för detaljarbete.Trots att Similä som dirigent för Helsingfors stadsorkester kritiserades för att vara alltför tam gentemot musikernas viljor, nådde orkestern stora framgångar under hans ledning och antalet besökare vid konserterna ökade. Vid en konsert 1949 gästspelade både David Ojstrach och Mstislav Rostropovitj.
Mellan 1926 och 1937 gjorde han 15 grammofoninspelningar, huvudsakligen med folksånger och kupletter. 1929 gjorde han en större mängd inspelningar under namnet Kaarlo Vento för bolaget Homocord, både som sångare och dirigent för bolagets studioorkestrar i Berlin och Helsingfors. Han sjöng även in några duetter med Rosa Arvonen och Eine Laine.

## Skivinspelningar

### 27 oktober 1926
- Härmän pojat
- Marjalunnin Jussi
- Ostron tyttö

### 25 april 1927
- Aamutunnelma
- Hallin Janne
- Jos kaikki Suomen järvet
- Merimiehen hyvästijättö
- Meripojan koti
- Sepän sälli
- Talon tyttö ja torpan tyttö

### 1929
- Isoo Antti
- Matalasta torpasta
- Yhteinen Susannamme
- Soipa kieli (tillsammans med Rosa Arvonen)
- Jouluyö (tillsammans med Rosa Arvonen)
- Joulujuhla (tillsammans med Rosa Arvonen)
- Sunnuntaiaamu (tillsammans med Rosa Arvonen)

### 1937
- Estella (text: Martti Similä)
- Marja (text: Martti Similä)